# Fiji Times
Le Fiji Times est un quotidien fidjien de langue anglaise, fondé le 4 septembre 1869 à Levuka. C'est le plus ancien journal fidjien toujours actif.
Le journal est publié en version papier mais également en-ligne.
Le Fiji Times a été censuré à trois reprises. En mai 1987, il est censuré par le gouvernement militaire de Sitiveni Rabuka, et publie des éditions contenant des espaces vides en signe de protestation. Le 5 décembre 2006, à la suite d'un coup d'État, des soldats visitent les bureaux du Fiji Times et avertissent ses éditeurs de ne pas publier de « propagande ». Le journal cesse alors très brièvement sa publication, pour ne pas avoir à subir la censure, avant d'être informé par l'armée qu'il ne sera pas censuré.
De décembre 2006 à avril 2009, le journal publie librement des articles critiquant le gouvernement issu du coup d'État. Depuis avril 2009, toutefois, à la suite de l'abrogation de la Constitution par le Président Josefa Iloilo, les médias sont soumis à la censure. Des censeurs sont présents sur les locaux du Fiji Times afin de s'assurer que le journal ne publie que des articles 'positifs' au sujet du 'pays' (et plus particulièrement du gouvernement). Cette censure affecte également le site web du journal. Avant avril 2009, on y trouvait des articles critiquant le gouvernement; les articles datés postérieurement au début de la censure ne sont jamais critiques.